# Boletina borealis
Boletina borealis är en tvåvingeart som beskrevs av Zetterstedt 1852. Boletina borealis ingår i släktet Boletina och familjen svampmyggor. Arten är reproducerande i Sverige. Inga underarter finns listade i Catalogue of Life.